# École de physique théorique de Kharkiv
L'école de physique théorique de Kharkiv a été fondée par Lev Landau à Kharkov, Union soviétique (aujourd'hui Kharkiv, Ukraine). Il était destiné à former de nouveaux physiciens théoriciens des républiques de l'URSS,.

## Histoire
Lev Landau fut le fondateur et le directeur de l'école de physique théorique de 1932 à 1937, date à laquelle il rejoint l'institut des problèmes physiques de l'Académie des sciences de Russie à Moscou, dirigé par  Piotr Kapitza pour former un nouveau groupe qu'il dirige de 1937 à 1938, puis de 1939 à 1962 après un passage en prison.
L'institut de Kharkiv a accueilli de grands noms de la physique tels Alexandre Akhiezer (qui dirige le groupe après le départ de Landau), Evgueni Lifchits, Ilya Lifchitz, Isaac Pomerantchouk, László Tisza.
L'entrée à cet institut et à celui de Moscou était conditionné par le passage d'un examen de physique théorique conçu par Landau, le « minimum théorique ». De 1934 à 1961 seulement 43 candidats l'ont réussi. Parmi ceux-ci à Moscou on note Alekseï Abrikossov, Isaak Khalatnikov, Lev Pitaevskii, Arkady Levanyuk, Lev Gor'kov et Boris L. Ioffe.
En 1964 a été créé l'Institut Landau de physique théorique, prenant la suite de l'action de Landau après sa mort.